# Juan de Austria
Don Juan de Austria (Ratisbona, 24 de febrero de 1545 o 1547-Bouge, 1 de octubre de 1578), hijo ilegítimo del rey Carlos I de España y V del Sacro Imperio Romano Germánico y de Bárbara Blomberg. Fue miembro de la familia real española, además de militar y diplomático durante el reinado de su hermano (por vía paterna) Felipe II de España.

## Biografía

### Primeros años
La fecha de su nacimiento se desconoce. En unas fuentes se encuentra que nació en 1545, como en la primera biografía oficial escrita en 1627 por Vander Hammer, que es la más fiable por haber sido escrita a los pocos años de su muerte, y especifica además lugar, día y hora: en Ratisbona el 25 de febrero, a las 12:30. En otras, como G. Parker o P. Pierson, la sitúan en 1547. Pierson, en su artículo Don Juan de Austria / Peter O'M. Pierson relata que unos contemporáneos afirmaban que nació en 1545, y habla de algunas "evidencias en ceremonias públicas" -sin concretar- argumentando que estas apoyarían la fecha de 1547. En otros casos se intenta fechar por su posible concepción, pero estando estos años el emperador en Gante, según relata en su libro Manuel de Foronda, pudo ser concebido para nacer en ambas fechas. Sin certificar el año, la fecha del 24 de febrero, pudo escogerla él mismo como aniversario por ser el cumpleaños de su padre, Carlos I. La madre se casó al poco tiempo con Jerónimo Píramo Kegell (Jerôme Pyramus Kegel), por lo que es posible que el nombre con el que se le llamó de niño, «Jerónimo» o «Jeromín», derivara del de su padrastro.
Carlos I de España decidió que su hijo se criara en España. Su mayordomo, don Luis de Quijada, llegó a un acuerdo, firmado en Bruselas el 13 de junio de 1550, con Francisco Massy, violista de la corte imperial, casado con una española, Ana de Medina, por el cual a cambio de cincuenta ducados anuales se comprometía a educar al niño. A mediados de 1551 llegaron a Leganés, donde su esposa Ana de Medina tenía tierras.
En el verano de 1554, el niño fue llevado al castillo de don Luis de Quijada, en Villagarcía de Campos (Valladolid) donde permaneció durante 5 años. Su esposa, doña Magdalena de Ulloa, se hizo cargo de su educación, auxiliada por el maestro de latín Guillén Prieto, el capellán García de Morales y el escudero Juan Galarza.
Poco antes de morir, Carlos I redactó un codicilo, fechado el 6 de junio de 1554, en el que reconocía: «por quanto estando yo en Alemania, después que embiudé, huve un hijo natural de una mujer soltera, el que se llama Gerónimo». Ya en el Monasterio de Yuste, el rey ordenó a don Luis de Quijada que fuese a vivir allí y este se trasladó a la aldea de Cuacos de Yuste. Aunque el emperador reconoció de manera oficial a Don Juan de Austria como hijo tras su fallecimiento en 1558 en el testamento, donde recogía que su hijo Jerónimo pasaba a llamarse Juan, en honor al nombre que hubiese querido ponerle la reina Juana a Carlos I.
El heredero, Felipe II, se encontraba entonces fuera de España. Se difundieron rumores sobre la paternidad del niño, que Quijada negó, y escribió al rey pidiéndole instrucciones. Este respondió con una nota, de mano del secretario Eraso, en cuyas tachaduras y enmiendas se aprecian las dudas respecto a la forma de tratar tan delicado asunto, recomendando esperar a que el rey llegara a España. La princesa Juana, regente en ausencia de Felipe II, pidió conocer al niño, lo que hizo en Valladolid en mayo de 1559, coincidiendo con un auto de fe. Su medio hermano Felipe lo hizo el 28 de septiembre de 1559 en La Santa Espina.
Felipe II, siguiendo las indicaciones de su padre Carlos, expresadas en el codicilo de 1554, reconoció al niño como miembro de la familia real. Le cambiaron el nombre por don Juan de Austria. Se le otorgó casa propia, a cuyo frente puso a don Luis de Quijada.

### Años de formación

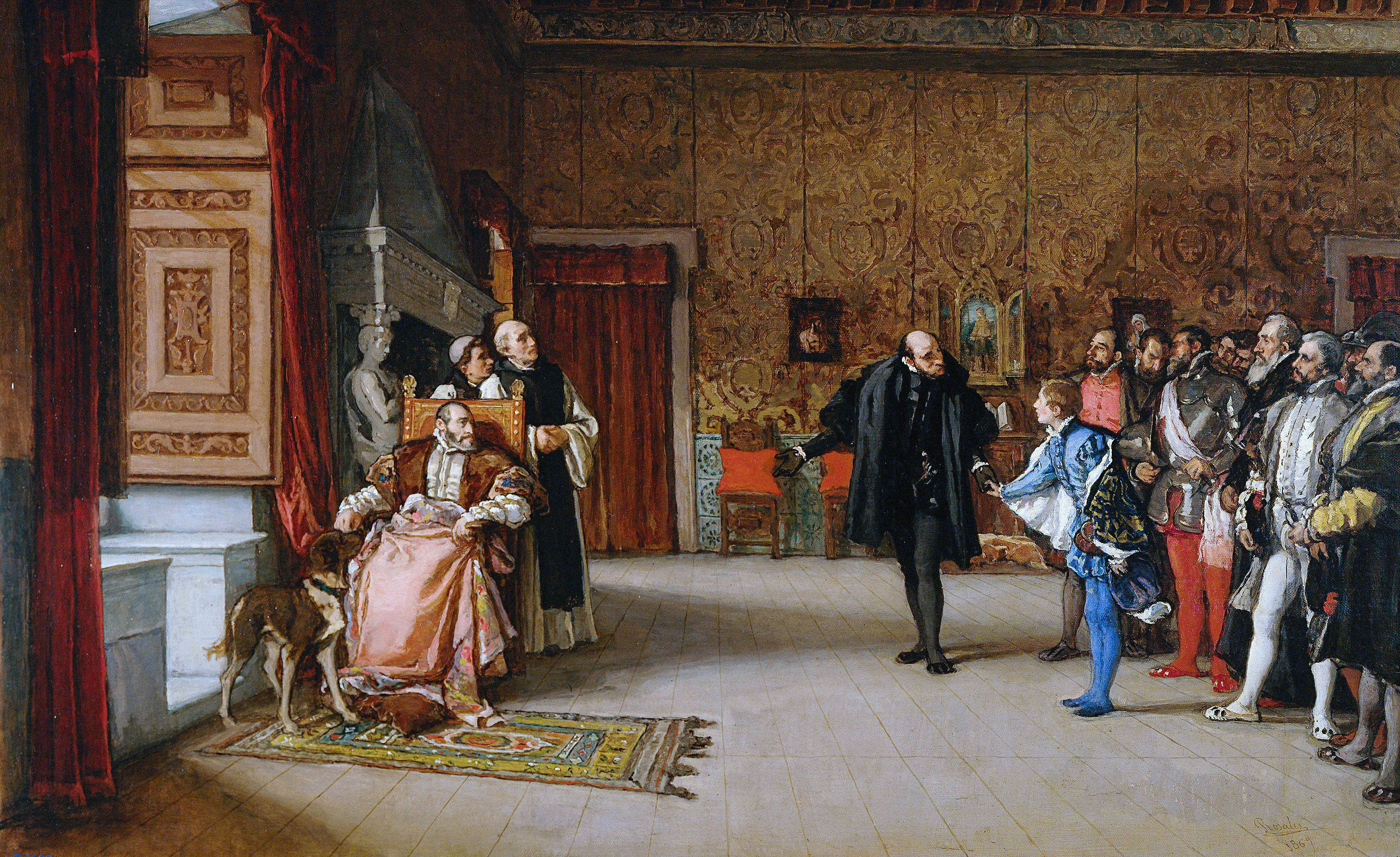
Presentación de don Juan de Austria al emperador Carlos V, en Yuste, por Eduardo Rosales, 1869.

Don Juan de Austria completó su educación en la Universidad de Alcalá de Henares, donde acudió con dos jóvenes poco mayores que él: sus sobrinos, el príncipe Carlos y Alejandro Farnesio, hijo de Margarita de Parma, otra hija ilegítima del emperador Carlos.
Tuvieron como maestro a Honorato Juan Tristull, discípulo de Luis Vives. En 1562, aparece la «Casa de Don Juan de Austria» en el presupuesto de la Casa Real, asignándosele 15 000 ducados, lo mismo que a la princesa Juana.
En 1565, los turcos atacaron la isla de Malta. Para acudir en su defensa, se formó una flota en el puerto de Barcelona. Don Juan de Austria solicitó al rey permiso para unirse a la armada, pero le fue denegado. A pesar de ello, don Juan escapó de la corte y se dirigió a Barcelona, sin poder alcanzar la flota. Sólo una carta de su hermano le hizo desistir de su plan de cruzar por el sur de Francia hasta llegar a tierras italianas para alcanzar la flota de García de Toledo.
Visto que su hermano no tenía inclinación por la carrera eclesiástica prevista por su padre, el rey Felipe II lo nombró capitán general de la Mar. Como ocurriría a lo largo de su vida, lo rodeó de consejeros de confianza, como don Álvaro de Bazán (almirante) y don Luis de Requesens y Zúñiga (vicealmirante).
El príncipe Carlos, probablemente debido al cargo que tenía su tío y también por la amistad que desde hacía años le profesaba, confió a don Juan de Austria sus planes de huir de España y pasar a los Países Bajos desde Italia, para lo cual necesitaba galeras que le facilitasen el paso a Italia. A cambio de ello, le prometió el reino de Nápoles. Don Juan le dijo que ya le daría su respuesta y marchó inmediatamente a El Escorial a relatárselo al rey.
El rey regresó a Madrid el 17 de enero de 1568 y al día siguiente, domingo, toda la familia acudió a misa. Don Carlos llamó a don Juan de Austria a sus habitaciones, para interrogarle sobre su decisión. De las contestaciones de don Juan debió concluir que no lo iba a ayudar y que posiblemente lo había delatado, por lo que sacó la espada y atacó a su tío, quien pudo defenderse hasta que llegó la servidumbre y lo redujo a sus habitaciones. El arresto del príncipe Carlos motivó que don Juan de Austria vistiera de luto, pero el rey Felipe le ordenó quitárselo.
Don Juan de Austria volvió al Mediterráneo a hacerse cargo de la flota. Después de reunirse con sus consejeros en Cartagena el 2 de junio de 1568, se hizo a la mar para combatir a los corsarios. Durante tres meses recorrió toda la costa y llegó a desembarcar en Orán y Melilla.
La reina Isabel de Valois y el príncipe Carlos murieron en ese año de 1568. Don Juan llevó la flota a Cartagena y marchó a Madrid. Después de presentarse ante el rey, visitó a doña Magdalena de Ulloa y se recluyó por un tiempo en el convento franciscano de El Abrojo, en Laguna de Duero.

### La Rebelión de las Alpujarras
Un decreto fechado el 1 de enero de 1567 obligaba a los moriscos que vivían en el Reino de Granada, en particular en la zona de las Alpujarras, a abandonar totalmente sus costumbres, lengua, vestido y prácticas religiosas. La aplicación de la norma provocó que, ya en abril de 1568, se planease una rebelión abierta. A finales de ese año, casi doscientos pueblos empezaron la revuelta.
El rey destituyó al marqués de Mondéjar y nombró capitán general a don Juan de Austria, esto es, comandante supremo de las fuerzas reales. Puso a su lado consejeros de confianza con los que debía deliberar, entre ellos Requesens. El 13 de abril de 1569 llegó don Juan a Granada.
La política de deportación agravó la situación. Para lograr mayor efectividad, don Juan solicitó a su hermano autorización para pasar a la ofensiva. El rey se la concedió y don Juan salió de Granada al frente de un ejército. A finales del año 1569 había logrado pacificar Güéjar y puso sitio a Galera. La situación se estancó: era una fortaleza difícil de tomar. Don Juan de Austria ordenó el asalto general, usando artillería y estratégicas minas. El 10 de febrero de 1570 entró en la villa, matando a sus habitantes hombres y encarcelando a mujeres, niños y ancianos para luego asolarla, sembrándola de sal. Marchó después sobre la fortaleza de Serón, en donde recibió un balazo en la cabeza, y fue herido don Luis de Quijada, quien falleció una semana más tarde, el 25 de febrero, en Caniles. Pronto tomó Terque y dominó todo el valle medio del río Almanzora.
En mayo de 1570, don Juan de Austria negoció la paz con El Habaquí. En el verano y el otoño de 1570 se efectuaron las últimas campañas para doblegar a los rebeldes. En febrero del año 1571, Felipe II firmó el decreto de expulsión de todos los moriscos del reino de Granada. Las cartas de don Juan describen estos exilios forzosos de familias enteras, mujeres y niños, como la mayor «miseria humana» que pueda retratarse.

### Lepanto

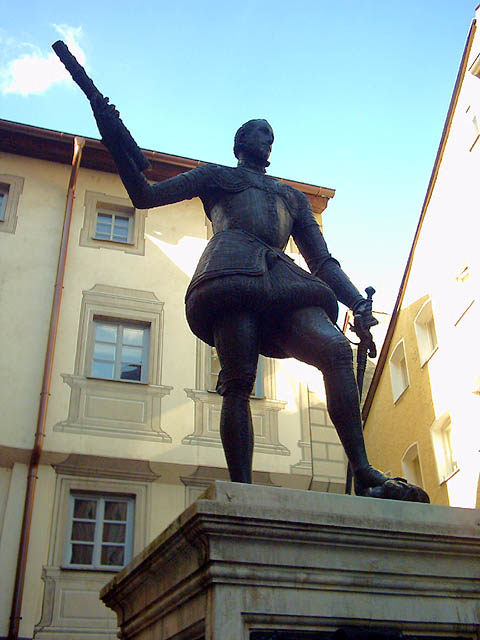
Don Juan de Austria, vencedor de la Batalla de Lepanto, escultura en Ratisbona. La estatua es una copia de 1978 del modelo original de 1572 que se encuentra en la Plaza de Lepanto en Mesina.

Juan de Austria.

La Liga Santa fue un proyecto que, desde 1568, había alentado el papa San Pío V y respecto al cual Felipe II se mostraba reacio. En el año 1570, sin embargo, resuelta prácticamente la cuestión de los moriscos, Felipe II aceptó unirse a Venecia y el Papado contra los turcos. A la monarquía española le interesaban objetivos cercanos como Túnez, pero los otros coaligados se inclinaban por la defensa de Chipre, atacada por Selim II en el verano de 1570. Aunque no pudo determinar el objetivo de la flota, Felipe II sí impuso el mando de don Juan de Austria.
La Liga se firmó el 20 de mayo de 1571. La noticia llegó en junio a Madrid, y el rey se demoró veinte días para redactar las instrucciones concretas que debía llevar su hermano. De nuevo, pondría a su lado personas de confianza a las que continuamente debía consultar; entre ellos, Luis de Requesens y su compañero de Alcalá de Henares Alejandro Farnesio. La flota española se reunió en Barcelona, donde don Juan de Austria tuvo que esperar hasta el 20 de julio para que llegaran sus sobrinos, los archiduques Rodolfo y Ernesto, a los que trasladó hasta Génova. La flota llegó a Nápoles el 8 de agosto para avituallarse. Pío V mandó a don Juan el estandarte de la Liga, quien lo recibió solemnemente en un acto celebrado en la iglesia de Santa Chiara. A finales de agosto, la flota llegó a Mesina, donde se concentró la armada de la Liga. Allí don Juan pasó revista y recibió el jubileo, con el resto de los miembros de la Armada.
Don Juan de Austria convocó consejo de guerra en su nave capitana para decidir el curso de la acción. Famagusta había caído a principios de agosto. Una derrota de la Liga significaría dejar absolutamente desprotegidas las costas mediterráneas de España e Italia frente a los turcos. Don Juan defendió la idea de una guerra agresiva: buscar a la flota turca allá donde estuviera y destruirla; este era el plan apoyado por marinos expertos, como Álvaro de Bazán. Don Juan consiguió imponerse frente a las posturas más moderadas, y el 15 de septiembre la flota salió de Mesina en dirección al Mediterráneo oriental.
La batalla se libró el 7 de octubre de 1571 en el golfo de Lepanto, donde los turcos se habían refugiado. Las galeras bajo el mando directo de don Juan se situaban en la parte central de la formación.
La actuación de don Juan de Austria fue decisiva para la victoria de la Liga, por su resuelta búsqueda de la victoria y su valentía personal en este tipo de batallas, mezcla de naval y terrestre pues una vez abordadas las naves se luchaba cuerpo a cuerpo. Así lo señalan historiadores como Braudel o M. Fernández Álvarez, y testimonian contemporáneos como Miguel de Cervantes.
Para los turcos, Lepanto significó la pérdida de su armada, y fue la peor derrota sufrida por el sultán desde la batalla de Angora (1402), y una amenaza inmediata de invasión de sus territorios. Para la monarquía española y las repúblicas italianas, alejó el peligro que representaba el turco en el Mediterráneo Occidental. Además, se produjo una ganancia inmediata en forma de botín, porque se obtuvo un impresionante número de galeras. Con ellas, la flota española se hizo la más poderosa del Mediterráneo, si bien no pudo explotar esa ventaja debido a la escasez de remeros. En efecto, don Juan de Austria liberó a los cristianos que remaban en las galeras turcas (se calcula que eran unos 15 000) y, además, a los galeotes de las galeras españolas que actuaron lealmente en el combate.

### Túnez e Italia

Representación de la batalla de Lepanto en 1571.

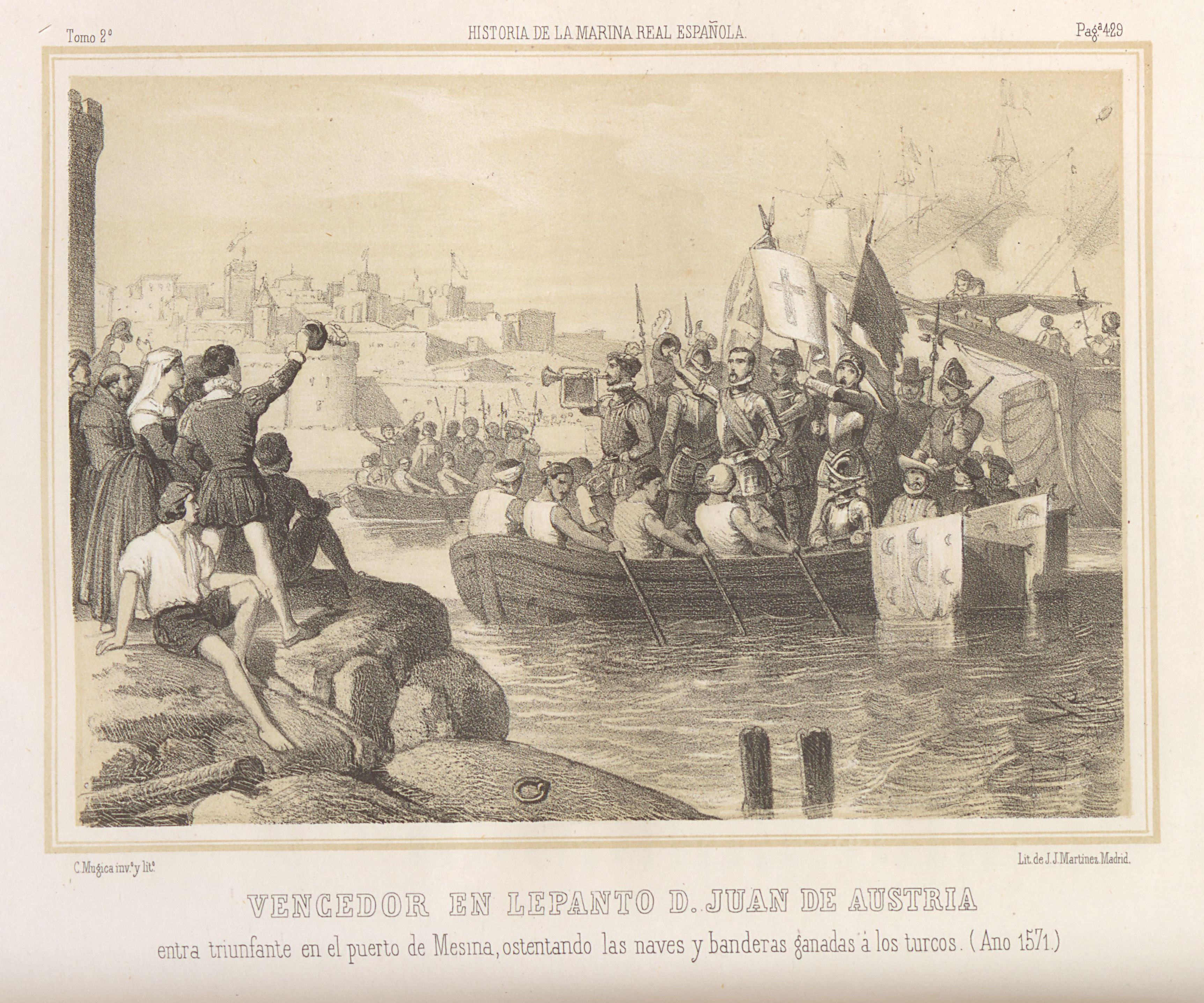
Don Juan de Austria entra triunfante en el puerto de Mesina en 1571, tras la batalla de Lepanto. Litografía de Carlos Múgica en Historia de la Marina Real Española (1849-1854)

La victoria de Lepanto transformó a don Juan de Austria en un héroe dentro del contexto europeo. Al tiempo, reforzó su ambición: deseaba un reino propio, así como el tratamiento de alteza que sistemáticamente le era negado.
En 1572, una delegación de albaneses ofreció a don Juan el trono. Lo consultó con su hermano el rey, quien le indicó que declinase la oferta, pero que no dejase las relaciones con los albaneses. Con autorización del rey, Don Juan dedicó los meses de julio a octubre a buscar a Uluj Alí, superviviente de Lepanto, sin éxito, pues este, consciente de la superioridad naval de la armada española, supo evitarlo.
Al año siguiente, la República de Venecia firmó la paz por separado con los turcos. La Liga santa quedaba formalmente rota, y don Juan reemplazó en su nave la bandera de la Liga por la de Castilla. Ahora, la armada española podía seguir sus propios objetivos, y don Juan no desperdició la ocasión: pidió autorización para emprender la conquista de Túnez. Desde La Goleta, fuerte ocupado por un aliado de los españoles, tomó Túnez en una rápida campaña en el mes de octubre de 1573.
Nuevamente se ofrecía la posibilidad de un reino propio, esta vez conquistado por él mismo. Sus ambiciones no eran desconocidas, pues el propio papa Gregorio XIII se dirigió al rey Felipe II a principios de 1574, pidiendo que a don Juan se le invistiera del título de Rey de Túnez. La respuesta fue negativa, aunque el rey aseguró que los méritos de su hermano no dejarían de recompensarse.

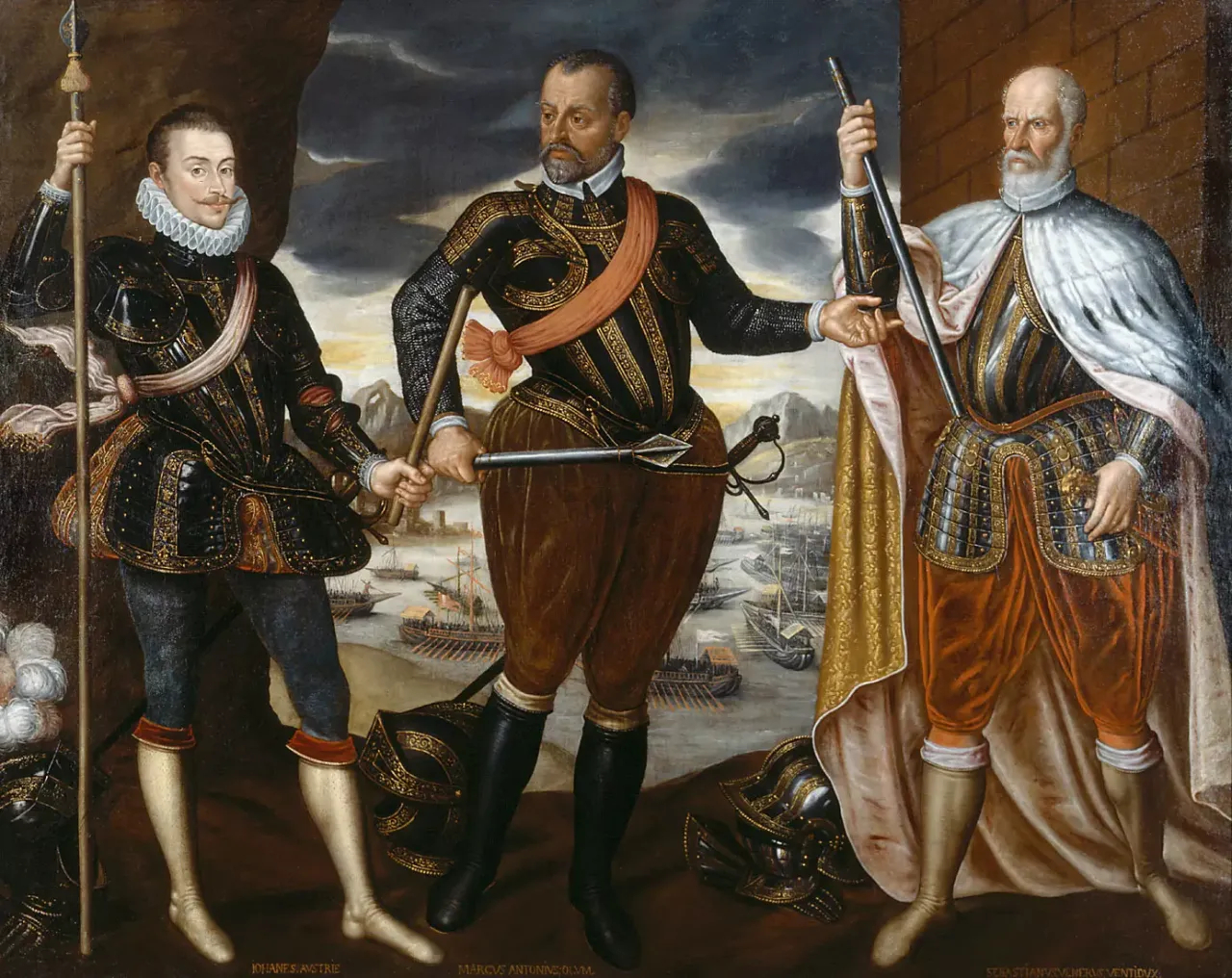
Los vencedores de Lepanto: desde la izquierda, don Juan de Austria, Marco Antonio Colonna y Sebastiano Venier.

Era evidente que Felipe II no llegaba a confiar plenamente en las intenciones de su hermano. Utilizó a su secretario, Antonio Pérez, como medio para conocer y controlar las ambiciones de don Juan. Pérez le proporcionó fondos para la flota, y se atribuyó el haberle conseguido el puesto de vicario general en Italia. La permanencia de don Juan en Italia, sin embargo, favoreció que Uluj Alí recuperara Túnez. En estos momentos, la ambición de don Juan de Austria era ya otra: la invasión católica de Inglaterra, el matrimonio con María I Estuardo y conseguir de esa manera un reino propio; este plan parecía contar con el apoyo del papa y los católicos ingleses. Incluso, en un momento dado, fue sondeado por un enviado de la Reina sobre la posibilidad de un matrimonio con la propia Isabel de Inglaterra, de lo cual informó puntualmente al rey Felipe, que manifestó su desaprobación.
Don Juan deseaba ir a Madrid a tratar personalmente el asunto, mas el rey le ordenó permanecer en su puesto italiano, desde el que intentó apaciguar los enfrentamientos entre distintas ciudades de la península. Recorrió toda Italia, desde Sicilia hasta Lombardía. A finales de ese año, don Juan vio sustituido a su secretario personal, Juan de Soto, por Juan de Escobedo, secretario del Consejo de Hacienda desde 1566 y persona vinculada a Antonio Pérez, quien de este modo pretendía conocer más detalladamente los actos y pensamientos de don Juan. Además, el rey Felipe II conoció durante años el contenido de la correspondencia, supuestamente privada, entre Antonio Pérez y don Juan de Austria, pues la supervisaba e incluso corregía, animando las críticas hacia su persona, para de este modo conocer los pensamientos y planes de don Juan de Austria.

### Los Países Bajos

Escudo de Juan de Austria.
Al ser hijo natural de Carlos I, en su escudo se modificaron las particiones de las armerías de su padre. Consistió en un escudo partido en el que figuraban, en su diestra, las armas de Castilla y de León situadas en un cortado y no cuarteladas (repetidas en cuatro cuarteles) como es habitual. A la siniestra, partidas, Aragón y Aragón-Sicilia. Sobre el todo, en escusón, Austria y Borgoña Antiguo. En el escudo de Juan de Austria no se incorporaron los blasones de Granada, Borgoña Moderno, Brabante, Flandes y Tirol que sí se encontraban en las armas de su padre. En el exterior, rodeando el escudo, el collar de la Orden del Toisón de Oro.

Mientras tanto, los problemas en los Países Bajos se recrudecieron. A la política de dura represión llevada a cabo por el Duque de Alba le siguió la del moderado don Luis de Requesens. Pero Requesens falleció el 5 de marzo de 1576, circunstancia inmediatamente aprovechada por Guillermo de Orange para avivar la rebelión. El Consejo de Estado que interinamente regía el territorio, instó al rey que nombrase con urgencia un nuevo gobernador y que fuese de la familia real.
La elección era evidente: el rey ordenó a don Juan de Austria que se dirigiera inmediatamente a los Países Bajos como gobernador. Don Juan de Austria desobedeció el mandato real y en lugar de eso acudió a Madrid, para conocer las posibilidades del plan inglés, los apoyos que su hermano le iba a ofrecer y en qué condiciones acudiría a Bruselas. Felipe II rechazó de nuevo su petición de concederle el título de infante de Castilla y con ello el ambicionado tratamiento de Alteza Real, pero, a cambio, aceptó su sugerencia de un mando único en sus manos. Sobre una eventual invasión de Inglaterra, Felipe II no se manifestó concluyentemente.
Don Juan de Austria aprovechó la estancia en España para ver a Magdalena de Ulloa. Fue ella quien lo disfrazó para la siguiente etapa de su viaje: iría a los Países Bajos, pero no desde Italia, sino a través de Francia. Para ello, se vistió como criado morisco de un noble italiano, Octavio de Gonzaga. Atravesó Francia y llegó a Luxemburgo, única provincia leal. Allí se encontró con su madre, Bárbara Blomberg. Después de esa conversación, Bárbara Blomberg, que siempre se había negado a vivir en España, aceptó marchar a la Península, donde se le asignó casa y pensión y acabó falleciendo en Colindres.
Los tercios viejos de Flandes, que llevaban meses sin recibir sus pagas, entraron a saco en la ciudad de Amberes, en una jornada terrible que creó la peor de las situaciones posibles a la llegada de don Juan de Austria a los Países Bajos. Llevaba instrucciones, sobre todo, de seguir la política de Requesens y mostrarse conciliador. A fin de ser reconocido como gobernador y de que los rebeldes respetaran la fe católica, aceptó licenciar sus tropas, que marcharan los tercios viejos a España o a Lombardía, así como respetar las libertades flamencas. Firmó el Edicto Perpetuo el 17 de febrero de 1577. Para mayo parecía que la situación se había pacificado y don Juan de Austria pudo entrar triunfalmente en Bruselas.
Ante esta situación de paz, don Juan de Austria deseó volver a Madrid para tratar el tema de Inglaterra. Envió en junio de 1577 a su secretario, Escobedo, en quien confiaba, para que, a través de Antonio Pérez, lograse su regreso a España o bien obtuviera medios para invadir Inglaterra. El rey rechazó el regreso a España de don Juan de Austria. En ese momento, las circunstancias empeoraron en Flandes. En julio de 1577, don Juan de Austria rompió el pacto y reemplazó las tropas de Namur por alemanes. En agosto ordenó el regreso de los tercios que se encontraban en Milán, pues gracias a la flota de Indias, que llegó a Sevilla en agosto de 1577, el rey disponía de fondos para pagarlos.
En septiembre, Guillermo de Orange planteó su ultimátum: debía entregar todas las ciudades, licenciar las tropas y retirarse a Luxemburgo. Lejos de acceder a lo solicitado, don Juan esperó la llegada de los tercios, al mando de su viejo amigo y sobrino Alejandro Farnesio.

### Sus últimos meses

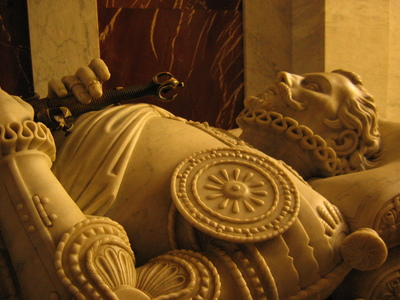
Mausoleo de Don Juan de Austria, diseñado por Ponciano Ponzano y ejecutado por Giuseppe Galeotti. Panteón de Infantes, Monasterio de San Lorenzo de El Escorial.

La llegada de los tercios permitió que don Juan emprendiera una ofensiva militar. El 31 de enero de 1578, los tercios viejos derrotaron a los Estados Generales en la batalla de Gembloux, consiguiendo así que gran parte de los Países Bajos del Sur volvieran a la obediencia al rey; se reconquistó todo el Luxemburgo y Brabante. 
Esta victoria fue insuficiente. Pronto estuvo angustiosamente necesitado de dinero. Dos ejércitos invadieron el Flandes español: uno francés, al mando del duque de Anjou, que desde el Sur asediaba Binche; otro, al mando de Juan Casimiro y financiado por la reina Isabel de Inglaterra, desde el Este, que asediaba Deventer. Don Juan instó a su secretario, Escobedo, que estaba en España, para que lograra que le enviasen dinero. En los Consejos de Estado y de Guerra, el duque de Alba advertía de la arriesgada situación, sin hombres y sin dinero. En esta situación se produjo el asesinato de Escobedo el 31 de marzo de 1578. La historiografía actual sostiene que fue planeado por Antonio Pérez con la aprobación del rey, que lo consideró necesario para la monarquía. Los argumentos concretos del secretario para convencer al rey no se conocen, pero los historiadores apuntan a que sin duda debieron girar en torno a las ambiciones de don Juan de Austria y la posibilidad de que decidiera por su cuenta la invasión de Inglaterra, o se aliase con los rebeldes holandeses o que, incluso, regresara a España al mando de las tropas para destituir a Felipe II. No hay en la documentación que se conserva de la época dato o indicio solvente de alguna de estas posibilidades, sino que, en 1578, la principal preocupación de don Juan de Austria era la constante necesidad de tropas y dinero para hacer la guerra en Flandes. Al conocer la muerte de su secretario, don Juan escribió al rey, y en esa carta se evidencia que don Juan comprendió lo que había ocurrido, y que no cabía esperar refuerzos de España.
Los escritos de don Juan de aquella época revelan el estado de depresión en que cayó ese verano, al tiempo que progresaba su enfermedad (tifus o fiebre tifoidea). Algunos días debía incluso guardar cama. Su estado de salud se agravó a finales de septiembre, cuando estaba en su campamento en el sitio de Namur. El día 28 nombró sucesor en el gobierno de los Países Bajos a su sobrino Alejandro Farnesio. Escribió a su hermano pidiéndole que respetase este nombramiento y que le permitiera ser enterrado junto a su padre.
Falleció el 1 de octubre de 1578. Le sucedió como gobernador Alejandro Farnesio. Los restos de don Juan de Austria fueron llevados a España y reposan en el monasterio de San Lorenzo de El Escorial. Su tumba está cubierta por una estatua yacente de singular belleza que representa al finado ataviado con armadura, y como curiosidad hay que apuntar que por no morir en combate, está representado con los guanteletes quitados. La obra fue modelada por el zaragozano Ponzano y esculpida en mármol de Carrara por el escultor italiano Giuseppe Galeotti.

## Vida sentimental

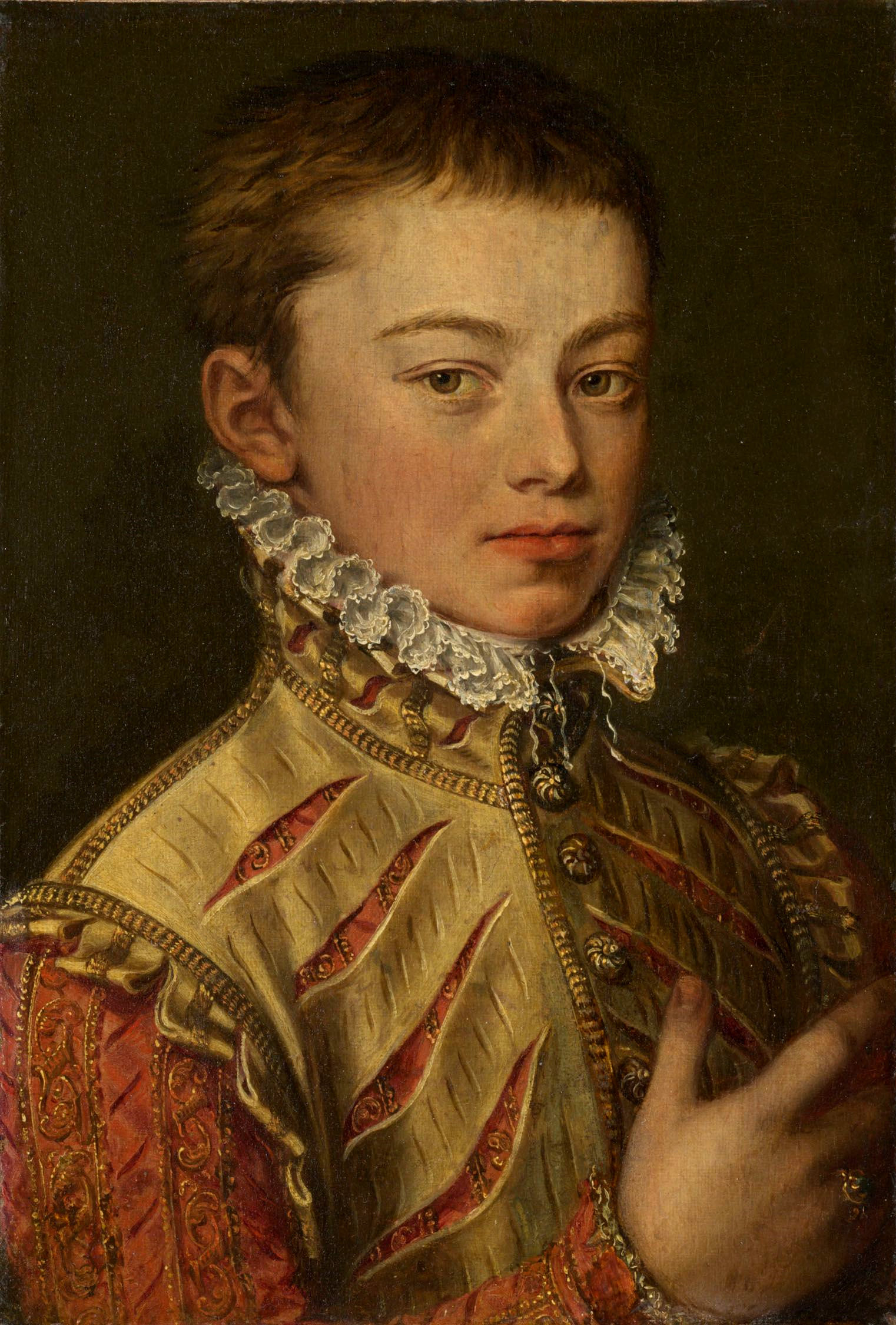
Retrato de Don Juan de Austria por Alonso Sánchez Coello 1559-60,Instituto de Arte de Chicago.

Los contemporáneos retratan a don Juan de Austria como un joven de físico y trato atractivos. Le atribuyen numerosas aventuras amorosas.
Tuvo amistad con la princesa de Éboli, lo que le permitió tener relaciones con María de Mendoza, fruto de las cuales fue una niña nacida en 1568: Ana. Don Juan la entregó a la crianza de doña Magdalena de Ulloa. Posteriormente, la niña entraría en el convento de Madrigal y tuvo participación en la «intriga del pastelero de Madrigal».
Estando en Nápoles, en los años posteriores a la victoria de Lepanto, tuvo relaciones con Diana de Falangola, de la que tuvo una niña llamada Juana, nacida el 11 de septiembre de 1573 y fallecida el 8 de febrero de 1630. Don Juan la confió al cuidado de su hermana Margarita. La enviaron al convento de Santa Clara de Nápoles. Posteriormente se relacionó con Zenobia Saratosia, de la que tuvo un hijo, muerto al poco de nacer, y con Ana de Toledo, esposa del alcalde napolitano.

## Valoración
Considera el historiador Manuel Fernández Álvarez que don Juan de Austria es «acaso la figura más atractiva de la corte filipina». Fue apreciado por sus contemporáneos, gozó de la amistad de su sobrino el príncipe Carlos, lo mismo que del valeroso Alejandro Farnesio. Como triunfador de Lepanto, gozó de gran reputación en toda Europa.
Apunta el historiador Pierson que los propios contemporáneos no debían de estar seguros de si era «un espadachín o un hombre de estado», y concluye que debió de ser ambas cosas. Como militar, destacan su intervención en la guerra de las Alpujarras y el triunfo de Lepanto. Su actividad política está menos estudiada, en particular la diplomacia desarrollada en Lombardía y el resto de Italia. Menos éxito tuvo en los Países Bajos, donde la situación era extremadamente compleja y en la que se sintió abandonado y sin medios. Se le reprocha su tardanza en llegar una vez que recibió las órdenes de desplazarse allí, pues se considera que podría haber evitado el saqueo de Amberes por las tropas españolas.
De sus relaciones con su hermano Felipe II, se suelen mencionar los celos por parte del rey hacia sus ambiciones. Aunque le trató como miembro de la familia real, situándose entre ésta y delante de los grandes de España en las ceremonias públicas, no fue considerado infante de España y tampoco recibió el tratamiento de «Alteza», aunque sí fue tratado como «Excelentísimo Señor».

## Don Juan de Austria en la literatura
Un personaje histórico con una vida de episodios tan novelescos, muerto además en plena juventud, inevitablemente acaba convirtiéndose en figura literaria. De las obras que lo toman como personaje cabe citar:
- Poema épico La Austríada, de Juan Rufo
- El último cruzado: la vida de Don Juan de Austria, de Louis de Wohl
- Jeromín, novela de Luis Coloma
- Don Juan de Austria o La vocación, comedia de Mariano José de Larra
- Poema épico Lepanto, de G. K. Chesterton, traducido al español por Jorge Luis Borges
- Novela "Bomarzo" (1962) de Manuel Mujica Lainez, en el capítulo "Mi Lepanto"
- La visita en el tiempo (1990) de Arturo Uslar Pietri (novela ganadora del Premio Rómulo Gallegos, 1992)
- Juan de Austria, novela de una ambición, de Ángel Martínez Pons. Edhasa, Barcelona, 2003
- El señor natural, del húngaro Laszlo Passuth. Editorial Áltera SL, 2005
- Yo, Juan de Austria, ficción autobiográfica de Joaquín Javaloys. Styria Ediciones, Barcelona, 2009.
- Juan de Austria, héroe de leyenda, de Juan Manuel González Cremona. Planeta, Barcelona, 1994.
- Rojo amanecer en Lepanto, de Luis Zueco. De librum tremens, 2011. Reeditada por Ediciones B en 2019.